# Panagía (ort i Grekland, Epirus)
Panagía är en ort i Grekland.   Den ligger i prefekturen Nomós Prevézis och regionen Epirus, i den centrala delen av landet, 290 km nordväst om huvudstaden Aten. Panagía ligger 178 meter över havet och antalet invånare är 421.
Terrängen runt Panagía är varierad. Panagía ligger nere i en dal som går i nord-sydlig riktning. Runt Panagía är det ganska glesbefolkat, med 29 invånare per kvadratkilometer. Närmaste större samhälle är Filippiáda, 15,7 km söder om Panagía. Trakten runt Panagía består till största delen av jordbruksmark.